# Andreas Pitsillides
Andreas Pitsillides (Grieks: Ανδρέας Πιτσιλλίδης) (Nicosia, 9 juni 1977) is een Cypriotisch politicus, theoloog en voormalig lid van het Europees Parlement voor de Dimokratikos Synagermos.

## Levensloop
Na zijn studie theologie aan de Universiteit van Athene, heeft Pitsillides een master behaald aan het Trinity College van de Universiteit van Cambridge. Hierna heeft hij een tweede master gehaald in de 'sociologie van het Nieuwe Testament' aan de Universiteit van Thessaloniki, hier was hij ook werkzaam als onderzoeksmedewerker en promovendus. 

Na zijn studie  werkte hij vanaf 1999 voor de Cypriotisch-Orthodoxe Kerk en als leraar op de Griekse Europese School 'Philips'. Later ging hij bij het onderzoekscentrum van het Kykkosklooster werken. Voorts heeft hij deelgenomen aan verschillende internationale congressen om daar de Kerk van Cyprus te vertegenwoordigen. Vanaf 2007 was Pitsillides directeur van de kerkelijke diaconie van het bisdom Kykkos en Tilliria. 

In 2011 werd Pitsillides gekozen tot lid van het Huis van Afgevaardigden voor de Dimokratikos Synagermos. Hij bleef lid van het Huis van Afgevaardigden tot 2013, in dat jaar vertrok hij naar het Europees Parlement als vervanger voor Ioannis Kasoulidis die minister van Buitenlandse Zaken werd. Tijdens de Europese Parlementsverkiezingen van 2014 werd hij niet herkozen.

## Europees Parlement
Pitsillides was met zijn partij lid van de fractie van de Europese Volkspartij. In het Europees Parlement was hij tevens betrokken bij de volgende commissies en delegaties:
- Lid van de 'Delegatie voor de betrekkingen met de Raad van het Palestijnse Zelfbestuur'
- Lid van de 'Commissie ontwikkelingssamenwerking'
- Lid van de 'Delegatie in de Parlementaire Vergadering van de Unie voor het Middellandse Zeegebied'
- Plaatsvervanger in de 'Begrotingscommissie'
- Plaatsvervanger in de 'Delegatie voor de betrekkingen met Japan'